# FC 1911 Horchheim
Der FC 1911 Horchheim (voller Name Fußball-Club 1911 Koblenz-Horchheim e. V.) ist ein Fußballverein aus dem Stadtteil Horchheim der kreisfreien Stadt Koblenz in Rheinland-Pfalz.

## Geschichte
Der Verein wurde 1911 in Horchheim gegründet, einer Gemeinde im Landkreis Koblenz, die 1937 in die Stadt Koblenz eingemeindet wurde.
In der Spielzeit 1962/63 gewann der FC 1911 Horchheim den Rheinlandpokal. Zur Spielzeit 1966/67 gelang dem Verein der Aufstieg in die 1. Amateurliga Rheinland, aus der er als Tabellenletzter allerdings sofort wieder in die damalige 2. Amateurliga absteigen musste. Der Verein spielte letztmals 2001/02 in der Bezirksliga und pendelt seitdem zwischen den Koblenzer Kreisligen A, B und C. Der letzte Aufstieg gelang 2018 in die Kreisliga A. Am Ende der wegen der COVID-19-Pandemie vorzeitig abgebrochenen Saison 2019/20 belegte der FC 1911 Horchheim den neunten Rang der Kreisliga A Koblenz.

## Persönlichkeiten
Die Drittligaspieler Serkan Göcer und Oliver Laux gingen aus der Jugend des FC 1911 Horchheim hervor.